# Pirámide ecológica

Una pirámide energética representa cuánta energía, inicialmente del sol, se retiene o almacena en forma de nueva biomasa en cada nivel trófico de un ecosistema. Normalmente, alrededor del 10% de la energía se transfiere de un nivel trófico al siguiente, evitando así una gran cantidad de niveles tróficos. Las pirámides energéticas son necesariamente verticales en ecosistemas saludables, es decir, siempre debe haber más energía disponible en un nivel dado de la pirámide para soportar las necesidades de energía y biomasa del siguiente nivel trófico.

Una pirámide ecológica (también conocida como pirámide trófica, pirámide eltoniana, pirámide energética o, a veces, pirámide alimenticia) es una representación gráfica diseñada para mostrar la biomasa o bioproductividad en cada nivel trófico en un ecosistema dado.
Una pirámide energética muestra cuánta energía se retiene en forma de nueva biomasa en cada nivel trófico, mientras que una pirámide de biomasa muestra cuánta biomasa (la cantidad de materia viva u orgánica presente en un organismo) está presente en los organismos. También hay una pirámide numérica que representa el número de organismos individuales en cada nivel trófico. Las pirámides energéticas normalmente son verticales, pero otras pirámides pueden invertirse o tomar otras formas.
Las pirámides ecológicas comienzan con los productores en la parte inferior (como las plantas) y avanzan a través de los diversos niveles tróficos (como los herbívoros que comen plantas, luego los carnívoros que comen carne, luego los omnívoros que comen tanto plantas como carne, etc.). El nivel más alto es la parte superior de la cadena alimentaria.
La biomasa se puede medir con un calorímetro.

## Pirámide energética
Una pirámide energética o pirámide de productividad muestra la producción o transferencia (la tasa a la que la energía o masa se transfiere de un nivel trófico al siguiente) de biomasa en cada nivel trófico. En lugar de mostrar una sola instantánea en el tiempo, las pirámides de productividad muestran el flujo energético a través de la cadena trófica. Las unidades típicas son gramos por metro cuadrado por año o calorías por metro cuadrado por año. Al igual que con los demás, este gráfico muestra a los productores en la parte inferior y los niveles tróficos superiores en la parte superior.
Cuando un ecosistema está sano, este gráfico produce una pirámide ecológica estándar. Esto se debe a que para que el ecosistema se sostenga a sí mismo, debe haber más energía en los niveles tróficos más bajos que en los niveles tróficos más altos. Esto permite que los organismos de los niveles inferiores no únicamente mantengan una población estable, sino que también transfieran energía por la pirámide. La excepción a esta generalización es cuando porciones de una red trófica están respaldadas por insumos de recursos externos a la comunidad local. En pequeños arroyos boscosos, por ejemplo, el volumen de niveles más altos es mayor que el que podría soportar la producción primaria local.
La energía generalmente ingresa a los ecosistemas desde el sol. Los productores primarios en la base de la pirámide utilizan la radiación solar para impulsar la fotosíntesis que produce alimentos. Sin embargo, la mayoría de las longitudes de onda de la radiación solar no se pueden emplear para la fotosíntesis, por lo que se reflejan en el espacio o se absorben en otro lugar y se convierten en calor. Solo del 1% al 2% de la energía solar es absorbida por procesos fotosintéticos y convertida en alimento. Cuando la energía se transfiere a niveles tróficos más altos, en promedio solo se usa alrededor del 10% en cada nivel para construir biomasa, convirtiéndose en energía almacenada. El resto se destina a procesos metabólicos como el crecimiento, la respiración y la reproducción.

### Ventajas
Entre las ventajas de la pirámide energética como representación están:
- Tiene en cuenta la tasa de producción durante un período de tiempo.
- Dos especies de biomasa comparable pueden tener una esperanza de vida muy diferente. Por tanto, una comparación directa de sus biomasas totales es engañosa, pero su productividad es directamente comparable.
- La cadena energética relativa dentro de un ecosistema se puede comparar utilizando pirámides energéticas; también se pueden comparar diferentes ecosistemas.
- No hay pirámides invertidas.
- Se puede agregar la entrada de energía solar.

### Desventajas
Por otra parte, entre las desventajas:
- Se requiere la tasa de producción de biomasa de un organismo, lo que implica medir el crecimiento y la reproducción a lo largo del tiempo.
- Sigue existiendo la dificultad de asignar los organismos a un nivel trófico específico. Además de los organismos en las cadenas alimentarias, existe el problema de asignar los descomponedores y detritívoros a un nivel trófico particular.

## Pirámide de biomasa

Una pirámide de biomasa muestra la biomasa total de los organismos involucrados en cada nivel trófico de un ecosistema. Estas pirámides no son necesariamente verticales. Puede haber menores cantidades de biomasa en la base de la pirámide si la tasa de producción primaria por unidad de biomasa es alta.

Una pirámide de biomasa muestra la relación entre biomasa y nivel trófico, cuantificando la biomasa presente en cada nivel trófico de una comunidad ecológica en un momento determinado. Es una representación gráfica de la biomasa (cantidad total de materia viva u orgánica en un ecosistema) presente en la unidad de área en diferentes niveles tróficos. Las unidades típicas son gramos por metro cuadrado o calorías por metro cuadrado. La pirámide de biomasa puede estar "invertida". Por ejemplo, en un ecosistema de estanque, la cosecha permanente de fitoplancton, los principales productores, en cualquier punto, será menor que la masa de heterótrofos, como peces e insectos. Esto se explica porque el fitoplancton se reproduce muy rápidamente, pero tiene vidas individuales mucho más cortas.

## Pirámide numérica

Una pirámide numérica muestra el número de organismos individuales involucrados en cada nivel trófico en un ecosistema. Las pirámides no son necesariamente verticales. En algunos ecosistemas puede haber más consumidores primarios que productores.

Una pirámide numérica muestra gráficamente la población, o abundancia, en términos del número de organismos individuales involucrados en cada nivel de una cadena alimentaria. Esto muestra el número de organismos en cada nivel trófico sin tener en cuenta sus tamaños individuales o biomasa. La pirámide no es necesariamente vertical. Por ejemplo, se invertirá si los escarabajos se alimentan de la producción de los árboles del bosque o los parásitos se alimentan de animales huéspedes grandes.

## Historia
El concepto de pirámide numérica ("pirámide de Elton") fue desarrollado por Charles Sutherland Elton (1927). Posteriormente, también sería expresado en términos de biomasa por Shimon Fritz Bodenheimer (1938). La idea de pirámide de productividad o energética se basa en trabajos de G. Evelyn Hutchinson y Raymond Lindeman (1942).

## Otras lecturas
- Odum, E. P. 1971. Fundamentos de Ecología. Tercera edición. W. B. Saunders Company, Filadelfia,